# Voetbal op de Olympische Jeugdzomerspelen 2010 – jongens
Voetbal is een van de sporten die beoefend werden tijdens de Olympische Jeugdzomerspelen 2010 in Singapore. De wedstrijden werden gespeeld van 12 tot en met 25 augustus in het Jalan Besarstadion. Er was een jongens- en een meisjestoernooi. Er werd in beide toernooien gespeeld met zes landen, die verdeeld werden in twee groepen van drie. De top twee plaatste zich voor de halve finales.

## Deelnemende landen
De UEFA hield op 17 en 19 oktober 2009 een kwalificatietoernooi in Nyon, waaraan de vier zwakste landen deelnamen (naast winnaar Montenegro: Albanië, Liechtenstein en San Marino). De overige confederaties kozen ervoor deelnemers te nomineren die door de FIFA en het IOC werden goedgekeurd.
| Afrika (CAF)             | Zimbabwe   |
| Azië (AFC)               | Singapore  |
| Europa (UEFA)            | Montenegro |
| Noord-Amerika (CONCACAF) | Haïti      |
| Oceanië (OFC)            | Vanuatu    |
| Zuid-Amerika (CONMEBOL)  | Bolivia    |

## Toernooi

### Groepsfase

#### Groep C
| Team    | Wed. | W | G | V | DV | DT | DS  | Ptn. |
| ------- | ---- | - | - | - | -- | -- | --- | ---- |
| Bolivia | 2    | 2 | 0 | 0 | 11 | 0  | +11 | 6    |
| Haïti   | 2    | 1 | 0 | 1 | 2  | 10 | −8  | 3    |
| Vanuatu | 2    | 0 | 0 | 2 | 1  | 4  | −3  | 0    |

|                                |         |         |                             |                                                                   |
| 13 augustus 2010 18:00 (UTC+8) | Vanuatu | 0 - 2   | Bolivia                     | Jalan Besarstadion Toeschouwers: 2.479 Scheidsrechter: Istvan Vad |
| 13 augustus 2010 18:00 (UTC+8) |         | Verslag | 19' (pen.) Añez 42' Banegas | Jalan Besarstadion Toeschouwers: 2.479 Scheidsrechter: Istvan Vad |

|                                |                                                                                   |         |       |                                                                       |
| 16 augustus 2010 18:00 (UTC+8) | Bolivia                                                                           | 9 - 0   | Haïti | Jalan Besarstadion Toeschouwers: 1.215 Scheidsrechter: Norbert Hauata |
| 16 augustus 2010 18:00 (UTC+8) | Arano 23' Mejido 37', 43', 68', 80+1' Vaca 40+2' Gutrhie 42' Mazur 49' Alpire 70' | Verslag |       | Jalan Besarstadion Toeschouwers: 1.215 Scheidsrechter: Norbert Hauata |

|                                |                         |         |         |                                                                          |
| 19 augustus 2010 18:00 (UTC+8) | Haïti                   | 2 - 1   | Vanuatu | Jalan Besarstadion Toeschouwers: 1.800 Scheidsrechter: Rainhold Shikongo |
| 19 augustus 2010 18:00 (UTC+8) | Gedeon 67' Bonhomme 70' | Verslag | Ham 48' | Jalan Besarstadion Toeschouwers: 1.800 Scheidsrechter: Rainhold Shikongo |

#### Groep D
| Team       | Wed. | W | G | V | DV | DT | DS | Ptn. |
| ---------- | ---- | - | - | - | -- | -- | -- | ---- |
| Singapore  | 2    | 2 | 0 | 0 | 6  | 3  | +3 | 6    |
| Montenegro | 2    | 1 | 0 | 1 | 6  | 4  | −1 | 3    |
| Zimbabwe   | 2    | 0 | 0 | 2 | 2  | 5  | −3 | 0    |

|                        |                            |         |                    |                                                                     |
| 13 augustus 2010 20u45 | Singapore                  | 3 - 1   | Zimbabwe           | Jalan Besarstadion Toeschouwers: 4.800 Scheidsrechter: Walter López |
| 13 augustus 2010 20u45 | Marlan 1' Suhaimi 11', 30' | Verslag | 64' (pen.) Kusemwa | Jalan Besarstadion Toeschouwers: 4.800 Scheidsrechter: Walter López |

|                                |                  |         |                          |                                                                         |
| 16 augustus 2010 20:45 (UTC+8) | Zimbabwe         | 1 - 2   | Montenegro               | Jalan Besarstadion Toeschouwers: 1.125 Scheidsrechter: Banjar Al-Dosari |
| 16 augustus 2010 20:45 (UTC+8) | Chavingira 80+1' | Verslag | 28' Grbović 43' Boljević | Jalan Besarstadion Toeschouwers: 1.125 Scheidsrechter: Banjar Al-Dosari |

|                                |                        |         |                                  |                                                                      |
| 19 augustus 2010 20:45 (UTC+8) | Montenegro             | 2 - 3   | Singapore                        | Jalan Besarstadion Toeschouwers: 5.850 Scheidsrechter: Wilman Roldan |
| 19 augustus 2010 20:45 (UTC+8) | Kosović 9', 23' (pen.) | Verslag | 3' Suhaimi 35' Lightfoot 75' Koh | Jalan Besarstadion Toeschouwers: 5.850 Scheidsrechter: Wilman Roldan |

### Eindfase

#### Halve finales
|                                |                                 |         |              |                                                                         |
| 22 augustus 2010 18:00 (UTC+8) | Bolivia                         | 3 - 1   | Montenegro   | Jalan Besarstadion Toeschouwers: 3.500 Scheidsrechter: Banjar Al-Dosari |
| 22 augustus 2010 18:00 (UTC+8) | Sabja 5' Mejido 56' Banegas 60' | Verslag | 26' Boljević | Jalan Besarstadion Toeschouwers: 3.500 Scheidsrechter: Banjar Al-Dosari |

|                                |           |         |                                |                                                                   |
| 22 augustus 2010 20:45 (UTC+8) | Singapore | 0 - 2   | Haïti                          | Jalan Besarstadion Toeschouwers: 6.000 Scheidsrechter: István Vad |
| 22 augustus 2010 20:45 (UTC+8) |           | Verslag | 38' Bonhomme 80' (pen.) Gedeon | Jalan Besarstadion Toeschouwers: 6.000 Scheidsrechter: István Vad |

#### Vijfde plaats
|                                |                   |         |          |                                                                     |
| 23 augustus 2010 20:45 (UTC+8) | Vanuatu           | 2 - 0   | Zimbabwe | Jalan Besarstadion Toeschouwers: 1.615 Scheidsrechter: Walter López |
| 23 augustus 2010 20:45 (UTC+8) | Kalselik 20', 60' | Verslag |          | Jalan Besarstadion Toeschouwers: 1.615 Scheidsrechter: Walter López |

#### Derde plaats
|                                |            |         |                                     |                                                                       |
| 25 augustus 2010 18:00 (UTC+8) | Montenegro | 1 - 4   | Singapore                           | Jalan Besarstadion Toeschouwers: 4.380 Scheidsrechter: Norbert Hauata |
| 25 augustus 2010 18:00 (UTC+8) | Baosić 14' | Verslag | 6', 45' Mohd 57' (pen.), 65' Mazlan | Jalan Besarstadion Toeschouwers: 4.380 Scheidsrechter: Norbert Hauata |

#### Finale
|                                |                                                          |         |       |                                                                   |
| 25 augustus 2010 20:45 (UTC+8) | Bolivia                                                  | 5 - 0   | Haïti | Jalan Besarstadion Toeschouwers: 5.230 Scheidsrechter: István Vad |
| 25 augustus 2010 20:45 (UTC+8) | 5' Mejido 31' Alpire 53' Arano 60' Rodriguez 72' Banegas | Verslag |       | Jalan Besarstadion Toeschouwers: 5.230 Scheidsrechter: István Vad |